# دانييل دي سيلفا
دانييل دي سيلفا (بالإنجليزية: Daniel De Silva)‏ (6 مارس 1997 ببرث في أستراليا - ) هو لاعب كرة قدم أسترالي وبرتغالي في مركز الوسط. شارك مع منتخب أستراليا تحت 17 سنة لكرة القدم ومنتخب أستراليا تحت 20 سنة لكرة القدم ومنتخب أستراليا الوطني لكرة القدم تحت 23 سنة. أما مع النوادي، فقد لعب مع رودا ياي سي وسنترال كوست مارينرز ونادي برث غلوري ونادي روما.

## وصلات خارجية
- دانييل دي سيلفا على موقع الاتحاد الدولي (مؤرشف)  (الإنجليزية)
- دانييل دي سيلفا على موقع قاعدة بيانات كرة القدم.إي يو (الإنجليزية)
- دانييل دي سيلفا على موقع Soccerway.com (الإنجليزية)
- دانييل دي سيلفا على موقع عالم كرة القدم.نت (الإنجليزية)